# Jenzat
Jenzat est une commune française située dans le département de l'Allier, en région Auvergne-Rhône-Alpes.

## Géographie

### Localisation
Jenzat est située au sud du département de l'Allier.
Six communes sont limitrophes :
| Charroux                  |          | Saint-Germain-de-Salles |
| Saint-Bonnet-de-Rochefort | Jenzat   | Le Mayet-d'École        |
|                           | Mazerier | Saulzet                 |

### Hydrographie
Jenzat est arrosée par la Sioule, qui sort du dernier passage de gorges et entre en lisière de la plaine de Limagne bourbonnaise.

### Transports
Le territoire communal est traversé par les routes départementales 42 (liaison de Chantelle à Saulzet), 66 (vers Saint-Germain-de-Salles) et 216 (vers Le Mayet-d'École et Mazerier).

### Climat
Pour des articles plus généraux, voir Climat d'Auvergne-Rhône-Alpes et Climat de l'Allier.
En 2010, le climat de la commune est de type climat océanique dégradé des plaines du Centre et du Nord, selon une étude du CNRS s'appuyant sur une série de données couvrant la période 1971-2000. En 2020, Météo-France publie une typologie des climats de la France métropolitaine dans laquelle la commune est exposée à un climat de montagne ou de marges de montagne et est dans la région climatique Nord-est du Massif Central, caractérisée par une pluviométrie annuelle de 800 à 1 200 mm, bien répartie dans l’année.
Pour la période 1971-2000, la température annuelle moyenne est de 11,4 °C, avec une amplitude thermique annuelle de 16,3 °C. Le cumul annuel moyen de précipitations est de 724 mm, avec 10,4 jours de précipitations en janvier et 6,8 jours en juillet. Pour la période 1991-2020, la température moyenne annuelle observée sur la station météorologique de Météo-France la plus proche, « Charmes_sapc », sur la commune de Charmes à 10 km à vol d'oiseau, est de 11,9 °C et le cumul annuel moyen de précipitations est de 675,4 mm,. Pour l'avenir, les paramètres climatiques de la commune estimés pour 2050 selon différents scénarios d'émission de gaz à effet de serre sont consultables sur un site dédié publié par Météo-France en novembre 2022.

## Urbanisme

### Typologie
Au 1er janvier 2024, Jenzat est catégorisée commune rurale à habitat dispersé, selon la nouvelle grille communale de densité à 7 niveaux définie par l'Insee en 2022.
Elle est située hors unité urbaine. Par ailleurs la commune fait partie de l'aire d'attraction de Gannat, dont elle est une commune de la couronne,. Cette aire, qui regroupe 8 communes, est catégorisée dans les aires de moins de 50 000 habitants,.

### Occupation des sols

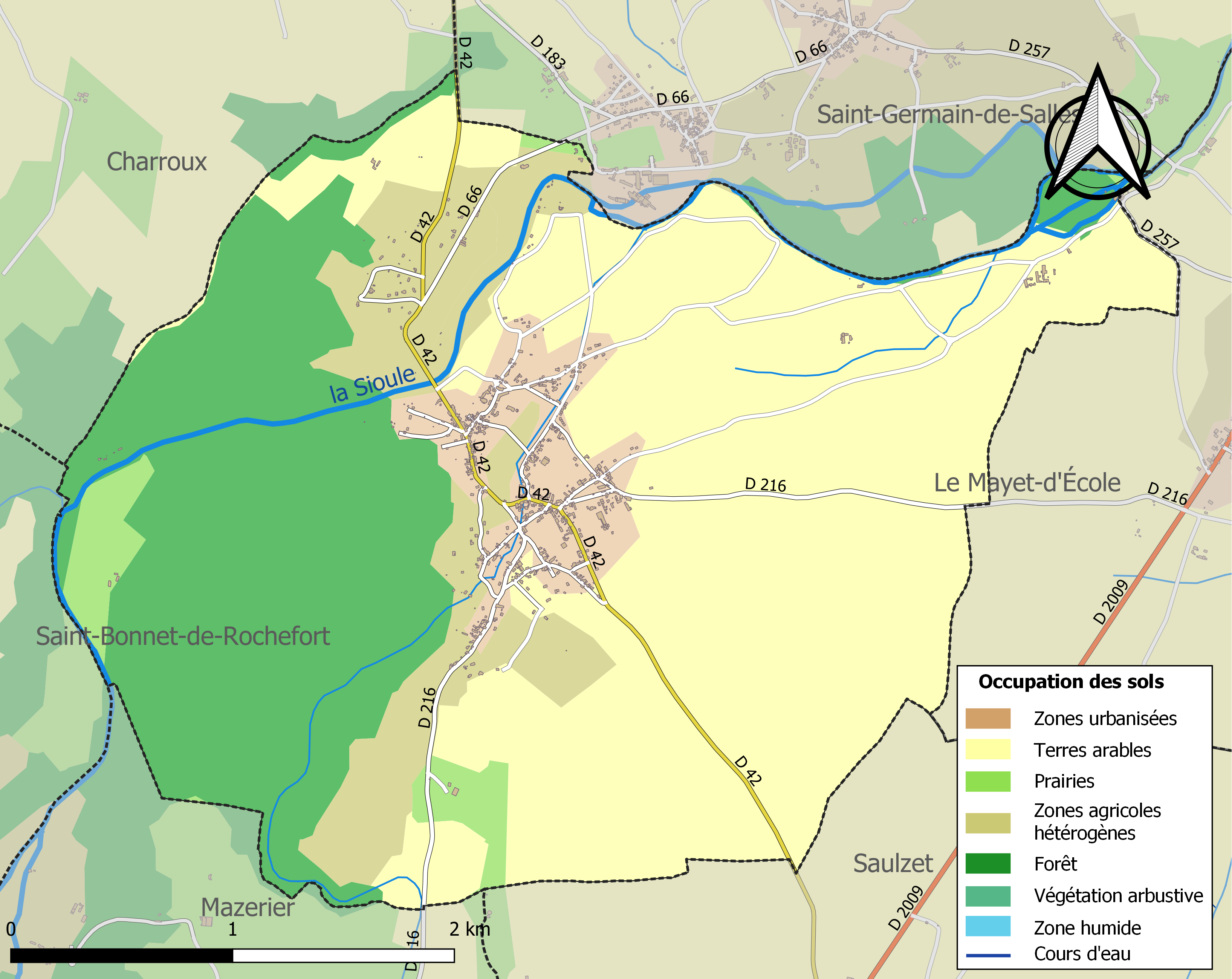
Carte des infrastructures et de l'occupation des sols de la commune en 2018 (CLC).

L'occupation des sols de la commune, telle qu'elle ressort de la base de données européenne d’occupation biophysique des sols Corine Land Cover (CLC), est marquée par l'importance des territoires agricoles (65,4 % en 2018), une proportion identique à celle de 1990 (65,4 %). La répartition détaillée en 2018 est la suivante : 
terres arables (50,5 %), forêts (28,4 %), zones agricoles hétérogènes (11,8 %), zones urbanisées (6,2 %), prairies (3,1 %).
L'IGN met par ailleurs à disposition un outil en ligne permettant de comparer l’évolution dans le temps de l’occupation des sols de la commune (ou de territoires à des échelles différentes). Plusieurs époques sont accessibles sous forme de cartes ou photos aériennes : la carte de Cassini (XVIIIe siècle), la carte d'état-major (1820-1866) et la période actuelle (1950 à aujourd'hui).

## Histoire
Avant 1789, la commune faisait partie de l'ancienne province du Bourbonnais.
Jenzat a été, tout au long du XIXe siècle et une partie du XXe le principal centre de fabrication de la vielle à roue.

## Politique et administration
| Période                                  | Période                      | Identité                     | Étiquette | Qualité                           |
| ---------------------------------------- | ---------------------------- | ---------------------------- | --------- | --------------------------------- |
| Les données manquantes sont à compléter. |                              |                              |           |                                   |
| avant 1988                               | ?                            | Jean Portejoie               | PS        |                                   |
| mars 2001                                | mars 2008                    | Jean Meunier                 |           |                                   |
| mars 2008                                | En cours (au 8 juillet 2020) | Mme Claire Mathieu-Portejoie | DVG       | Juriste Réélue en 2014 et en 2020 |

## Population et société

### Démographie
L'évolution du nombre d'habitants est connue à travers les recensements de la population effectués dans la commune depuis 1793. Pour les communes de moins de 10 000 habitants, une enquête de recensement portant sur toute la population est réalisée tous les cinq ans, les populations de référence des années intermédiaires étant quant à elles estimées par interpolation ou extrapolation. Pour la commune, le premier recensement exhaustif entrant dans le cadre du nouveau dispositif a été réalisé en 2005.

En 2022, la commune comptait 521 habitants, en évolution de +1,96 % par rapport à 2016 (Allier : −1,38 %, France hors Mayotte : +2,11 %).
| 1793  | 1800  | 1806  | 1821  | 1831  | 1836  | 1841  | 1846  | 1851  |
| ----- | ----- | ----- | ----- | ----- | ----- | ----- | ----- | ----- |
| 1 070 | 1 085 | 1 047 | 1 256 | 1 180 | 1 149 | 1 138 | 1 158 | 1 177 |

| 1856  | 1861  | 1866  | 1872  | 1876  | 1881  | 1886  | 1891 | 1896 |
| ----- | ----- | ----- | ----- | ----- | ----- | ----- | ---- | ---- |
| 1 168 | 1 153 | 1 127 | 1 105 | 1 075 | 1 051 | 1 028 | 975  | 922  |

| 1901 | 1906 | 1911 | 1921 | 1926 | 1931 | 1936 | 1946 | 1954 |
| ---- | ---- | ---- | ---- | ---- | ---- | ---- | ---- | ---- |
| 894  | 870  | 803  | 652  | 620  | 605  | 584  | 544  | 490  |

| 1962 | 1968 | 1975 | 1982 | 1990 | 1999 | 2005 | 2006 | 2010 |
| ---- | ---- | ---- | ---- | ---- | ---- | ---- | ---- | ---- |
| 513  | 492  | 451  | 422  | 439  | 450  | 494  | 504  | 517  |

| 2015 | 2020 | 2022 | - | - | - | - | - | - |
| ---- | ---- | ---- | - | - | - | - | - | - |
| 513  | 524  | 521  | - | - | - | - | - | - |

### Enseignement
Jenzat dépend de l'académie de Clermont-Ferrand. Elle gère une école élémentaire publique, où sont scolarisés dix-sept élèves.
Hors dérogations à la carte scolaire, les collégiens sont scolarisés à Gannat et les lycéens à Saint-Pourçain-sur-Sioule ou à Cusset.

## Culture locale et patrimoine

### Lieux et monuments

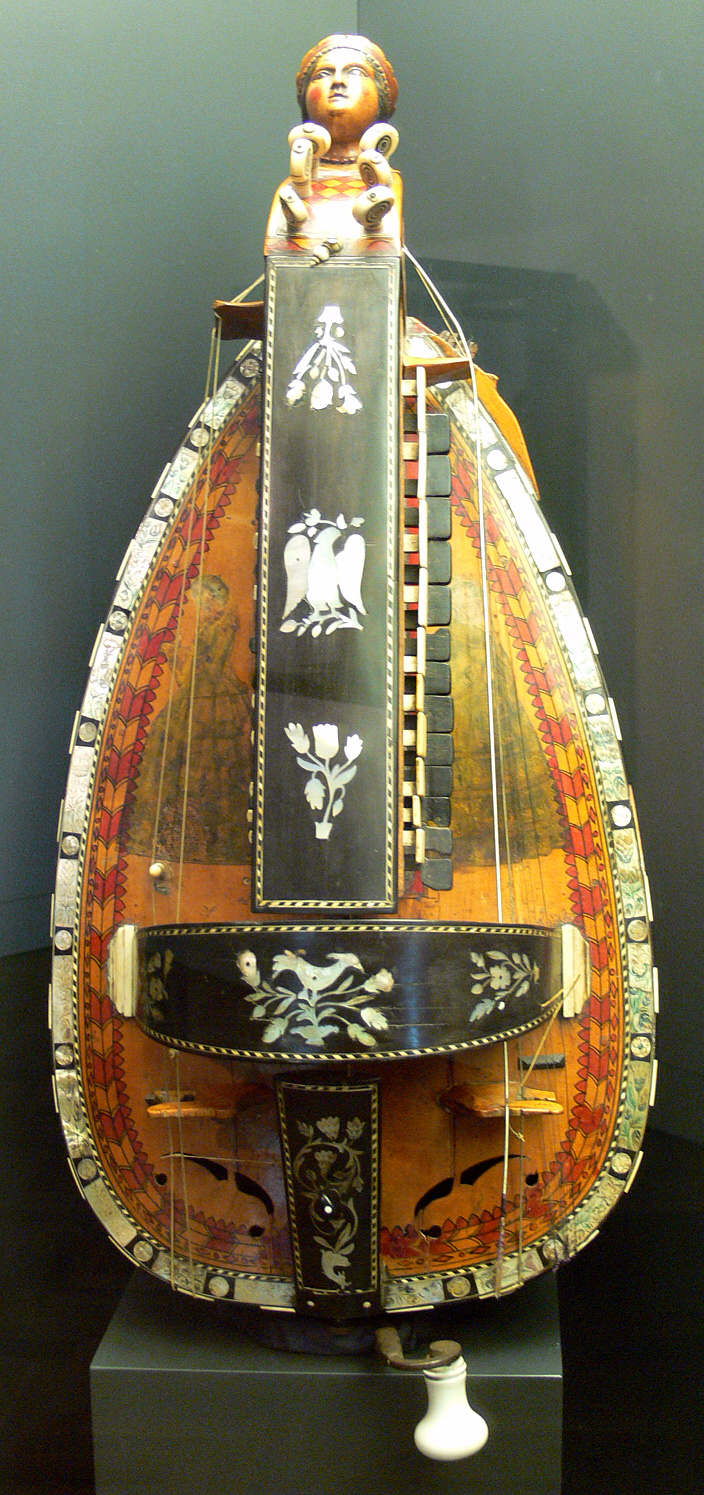
Vielle à roue (1859) de l'atelier Pajot (Museum Zeughaus, Reiss-Engelhorn-Museen, Mannheim).

Jenzat possède trois édifices inscrits ou classés aux monuments historiques.
- L'église romane Saint-Martin et ses peintures murales — dont celle représentant la vie de Jésus, la Passion et le Calvaire, du 4e quart du XVe siècle, classée le 14 novembre 1907[24] —, uniques représentations médiévales de malades présentant les stigmates de la peste bubonique ou peste noire[25]. Elle est classée aux monuments historiques le 14 novembre 1923, à l'exception du clocher[26]
- Parc et châteaux de l'ancienne baronnie de Jenzat. Le parc est constitué de jardins à la française avec des parterres rectilignes aux bordures de buis et des perspectives réalisées avec des charmilles. Le château le plus récent a été construit entre 1760 et 1780 par Jean-Baptiste Julien du Jouhannel, conseiller au parlement de Paris. Il offre l'ordonnance classique des nobles demeures de cette époque. Les jardins à la française du parc sont inscrits[27] et les châteaux sont classés[28] monuments historiques le 25 septembre 1995.
- Le presbytère, de la 2e moitié du XVe siècle, est inscrit aux monuments historiques le 6 avril 1972[29].
- Maison du luthier[30]. Ce musée, créé en 1986 et consacré à l'histoire de la vielle à roue et de sa fabrication, est situé dans la maison de l'un des plus célèbres luthiers de Jenzat, Jacques Antoine Pajot (1845-1920).

### Personnalités liées à la commune
- L'abbé Michel Peynot, historien bourbonnais, curé de Jenzat de 1904 à 1919.
- Charles-Eugène Sancelme, général né à Jenzat en 1882.
- Jean-Baptiste Pajot, luthier, facteur de vielles, né et décédé à Jenzat (1817-1863), médaillé à l'Exposition Universelle de Paris en 1855.